# Landshövdingar i Västernorrlands län
Landshövdingen i Västernorrlands län är chef för Länsstyrelsen i Västernorrlands län.

## Lista över landshövdingar

### Västernorrlands län1634 - 1645
Utgjordes 1634-1637 av hela Norrland exklusive Gästrikland. Västerbottens län bröts ut 1638 och Gästrikland införlivades 1641. Residens i Hudiksvall. 
| Landshövding                | År          |
| --------------------------- | ----------- |
| Stellan Mörner              | 1634 - 1637 |
| Christer Axelsson Posse     | 1637 - 1641 |
| Ivar Nilsson (Natt och Dag) | 1641 - 1645 |

### HudiksvallsochHärnösands län1645 - 1654
Norrlands län delas 1654 upp i Hudiksvalls och Härnösands län (Västerbottens län redan utbrutet 1638). Hudiksvalls län bestod av Gästrikland, Hälsingland och Härjedalen och residensstaden flyttades 1651 till Gävle. Härnösands län bestod av Medelpad, Ångermanland och Jämtland.
| Landshövding i Hudiksvalls län | År          | Landshövding i Härnösands län | År          |
| ------------------------------ | ----------- | ----------------------------- | ----------- |
| Ivar Nilsson (Natt och Dag)    | 1645 - 1651 | Hans Strijk                   | 1645 - 1653 |
| Erik Larsson Sparre            | 1651 - 1654 | Anders Appelbom               | 1653 - 1654 |

### Västernorrlands län 1654 - 1762
Västernorrlands län bildades 1654 när Hudiksvalls och Härnösand län slogs ihop. Jämtland och Härjedalen ingick 1658-1660 i Trondheims län och återfördes därefter till Västernorrlands län. Västerbottens län ingick 1660-1664 i Västernorrlands län. Residens i Gävle.
| Landshövding                    | År          |
| ------------------------------- | ----------- |
| Erik Larsson Sparre             | 1654 - 1655 |
| Johan Gabrielsson Oxenstierna   | 1655 - 1664 |
| Gustaf Banér                    | 1664        |
| Carl Larsson Sparre             | 1664 - 1677 |
| Jakob Fleming                   | 1677 - 1679 |
| Göran Sperling                  | 1679 - 1683 |
| Leonard Ribbing                 | 1683 - 1687 |
| Otto Vellingk                   | 1687 - 1693 |
| Carl Gustaf Frölich             | 1693 - 1698 |
| Malcolm Hamilton                | 1698 - 1699 |
| Axel von Schaar                 | 1699 - 1702 |
| Carl Carlsson Hård af Segerstad | 1702 - 1704 |
| Alexander Stromberg             | 1704 - 1716 |
| Hugo Hamilton                   | 1716 - 1719 |
| Magnus Palmqvist                | 1719 - 1727 |
| Carl Gustaf Bielke              | 1727 - 1739 |
| Erik Odelström                  | 1739 - 1749 |
| Axel Johan Gripenhielm          | 1749 - 1755 |
| Karl Gustaf Cronhiort           | 1755 - 1756 |
| Mårten Ehrensvan (vice)         | 1756 - 1757 |
| Fredrik Henrik Sparre           | 1757 - 1762 |

### Västernorrlands län 1762 - 1810
Västernorrlands län delades 1762 i en nordligt län som bestod av Ångermanland, Medelpad och Jämtland och med residens i Sundsvall 1762-1778 och därefter i Härnösand. Det sydliga länet var Gävleborgs län (med Härjedalen).
| Landshövding                    | År          |
| ------------------------------- | ----------- |
| Per Abraham Örnsköld            | 1762 - 1769 |
| Germund Abraham Falkengren      | 1769 - 1778 |
| Carl Bunge                      | 1778 - 1796 |
| Erik Gustaf Lindencrona         | 1796 - 1807 |
| Baltzar August Carl von Nieroth | 1807 - 1810 |

### Västernorrlands län (Ångermanland och Medelpad) sedan 1810
| Namn                              | Ämbetsperiod                                |
| --------------------------------- | ------------------------------------------- |
| Baltzar August Carl von Nieroth   | 1810–1817                                   |
| Carl Fredric Aschling             | 1817–1820                                   |
| Hampus Vilhelm Mörner af Morlanda | 1820–1841                                   |
| Fredrik Åkerman                   | 1841–1851                                   |
| Sven Vilhelm Gynther              | 1851–1862                                   |
| Ernst August Weidenhielm          | 1863–1873                                   |
| Curry Treffenberg                 | 1873–1880                                   |
| Gustaf Ryding                     | 1880–1901                                   |
| Gustaf Rudebeck                   | 1901–1909                                   |
| Fredrik Bergenholtz               | 1909–1911                                   |
| Carl Mathias Ström                | 1911–1918                                   |
| Karl Johan Stenström              | 1918–1931                                   |
| Anders Wijkman                    | 1931–1938                                   |
| Nils Löwbeer                      | 1939                                        |
| Arthur Engberg                    | 1940–1944                                   |
| Ragnar Stattin                    | 1944–1953                                   |
| Eric Wesström                     | 1954–1965                                   |
| Hjalmar Nilsson                   | 1965–1971                                   |
| Kurt Nordgren                     | 1971–1974                                   |
| Bertil Löfberg                    | 1975–1989                                   |
| Ingemar Öhrn                      | 1989–1995                                   |
| Börje Hörnlund                    | 1996–2000                                   |
| Gerhard Larsson                   | 2000–2008                                   |
| Sten-Olov Altin                   | Tillförordnad 1 juni - 30 september 2008    |
| Bo Källstrand                     | 1 oktober 2008 – 30 september 2014          |
| Sten-Olov Altin                   | Tillförordnad 1 oktober 2014 – 31 mars 2015 |
| Gunnar Holmgren                   | 1 april 2015 – 16 april 2018                |
| Berit Högman                      | 16 april 2018 – 31 juli 2023                |
| Carin Jämtin                      | 1 september 2023 –                          |